# Casimiro Sainz
Casimiro Sainz Saiz (Matamorosa, 4 de marzo de 1853-Madrid, 19 de agosto de 1898) fue un pintor español, destacado por sus paisajes y escenas de interiores.

## Biografía
Hijo de Francisco Sáinz Martínez, albéitar (veterinario) burgalés que se casó con Plácida-Ignacia Saiz Mantecón en Matamorosa, localidad cántabra del municipio Campoo de Enmedio donde nació Casimiro Sainz un 4 de marzo de 1853. Era el último de los diez hijos del matrimonio. Su madre murió de cólera a los once meses del nacimiento de Casimiro. Fue tío del antropólogo Luis de Hoyos Sainz. A los trece años de edad, en 1866, fue enviado a Madrid, a trabajar en el negocio de ultramarinos de su cuñado. Allí recibió sus primeras clases de dibujo. Por problemas físicos, se ve imposibilitado para trabajar y regresa a Matamorosa.

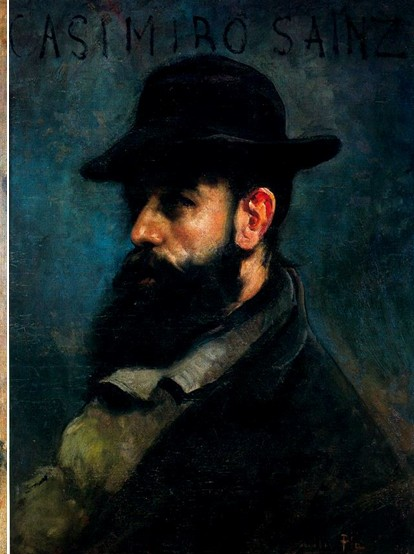
Sainz retratado por Cecilio Pla

A los diecisiete años, gracias a una beca de la Diputación de Santander volvió a Madrid, para estudiar en la Escuela de Bellas Artes de San Fernando, siendo sus maestros, entre otros, Vicente Palmaroli y Carlos de Haes. En Madrid hizo amistad con el jienense Manuel Fernández Carpio, que se convertirá en su fiel amigo hasta su muerte. Pinta mucho los alrededores de la capital española con auténtico espíritu plenairista y una fiebre creadora cercana a la enajenación, (detalles que acercan su imagen a la de un Van Gogh). También viajaría, entre 1875 y 1881, por Toledo, Ávila y Segovia. 
En 1881 se le premia un trabajo presentado en la Exposición Nacional, pero Fernández Carpio y su familia tuvieron que trasladarle a Matamorosa por problemas psiquicofísicos. En su Montaña natal se restablece y pinta numerosos paisajes, que se encuentran entre lo más conseguido de su obra. Regresó a Madrid en 1885, instalándose en casa de su hermana Luisa y luego en el barrio de Malasaña. En esa etapa de constantes recaídas y recuperaciones, compartiendo la caridad de amigos pintores como Eduardo Pelayo o Vicente Cutanda, pintó y malvendió buena parte de sus obras y aún participó en la exposición de la recién creada Asociación de Escritores y Artistas Españoles, con buenas críticas. El 21 de febrero de 1890 ingresó en el sanatorio psiquiátrico del doctor José María Esquerdo, en Carabanchel. La Diputación Provincial le concedió una pensión que sirvió para abonar la estancia en el sanatorio. Ese mismo año consiguió un nuevo premio en la Exposición Nacional de 1890.

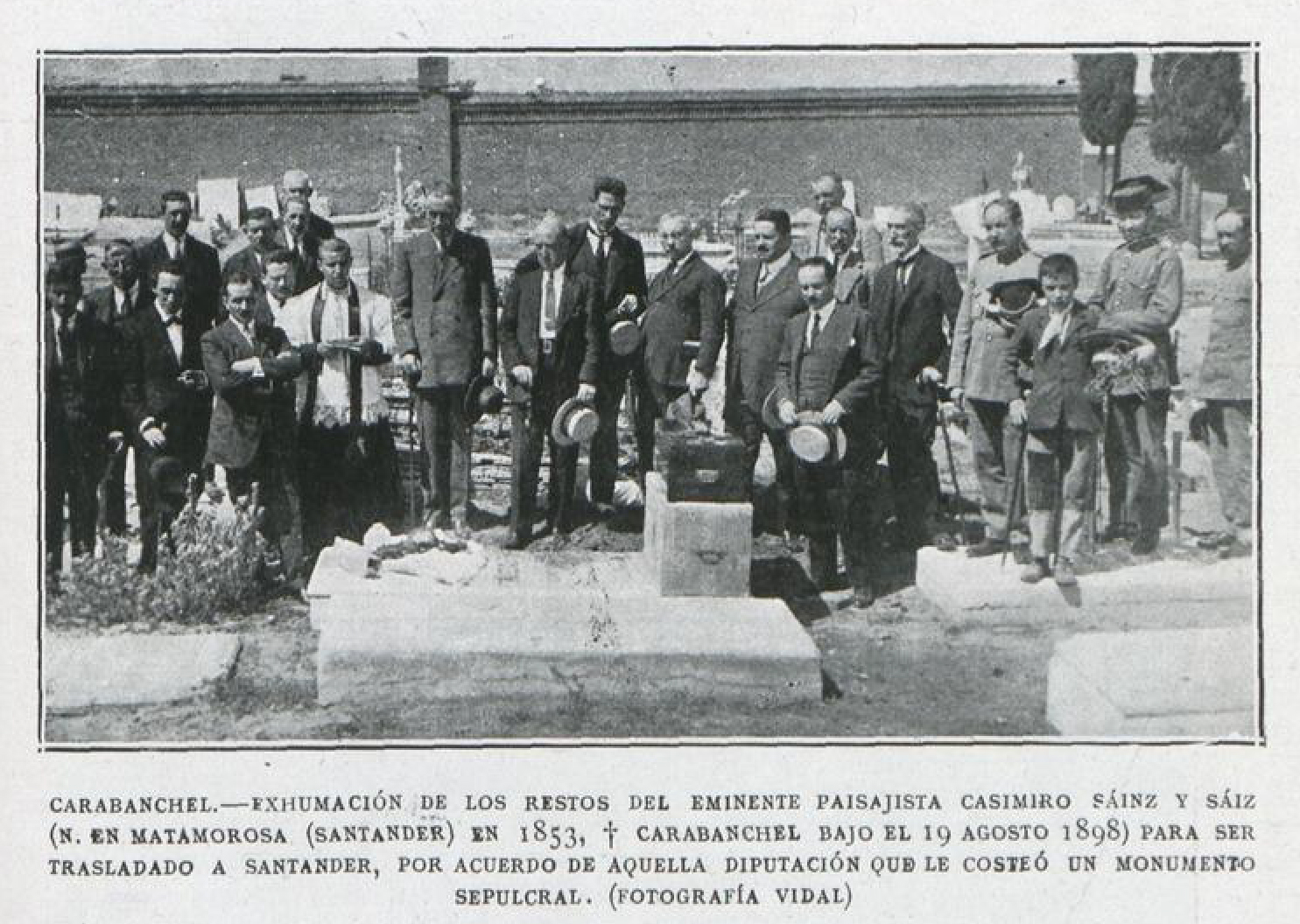
Exhumación de sus restos en 1922

Falleció a consecuencia de la infección de la pierna izquierda y fue enterrado en el cementerio de Carabanchel. En 1922, sus restos se trasladaron a Reinosa, donde se encuentran enterrados bajo una escultura realizada por Victorio Macho. Entre otros homenajes, tiene dedicadas sendas calles en Santander (inaugurada en 1900) y Torrelavega (inaugurada en 1903), y lleva su nombre el Colegio Público de Matamorosa.

## Obra

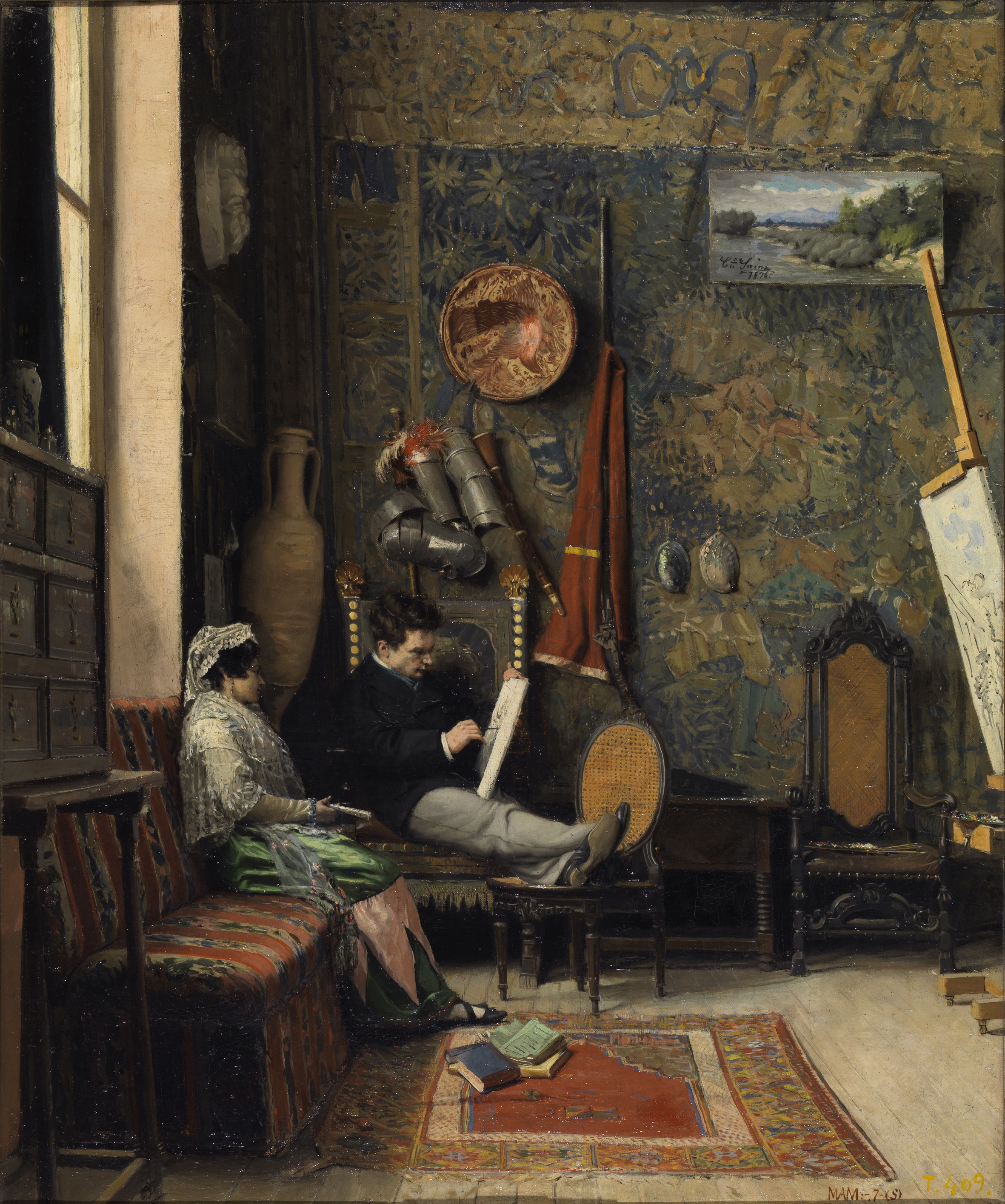
El descanso, estudio de un pintor. ¿Que pensará? (1876). Museo del Prado.

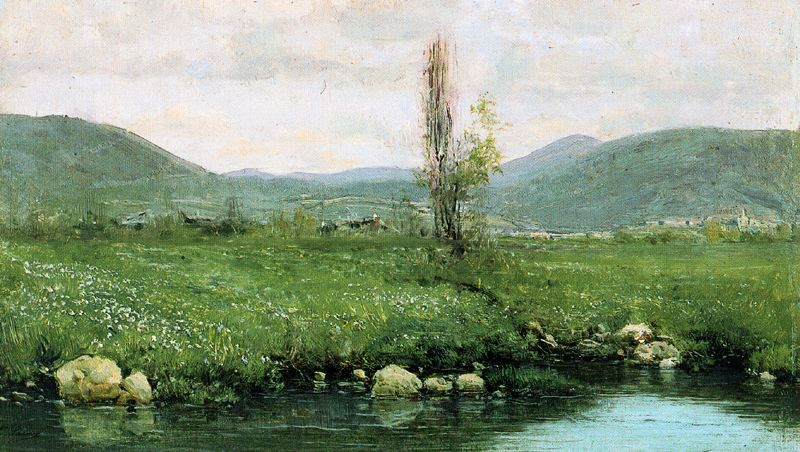
La vega de Matamorosa, en 1879.

- La vega de Matamorosa, en 1879.El descanso, Medalla de Tercera Clase en la Exposición Nacional de 1876. El cuadro reproduce un rincón del estudio de Palmaroli, con una modelo y un pintor (el joven pintor cubano Eduardo Pelayo).
- Vistas de un jardín, Medalla de Segunda Clase en la Exposición Nacional de 1881, pintado en el jardín del Barrio de Pozas.

Durante sus estancias en Campoo pintó muchos paisajes del entorno campurriano, entre los que cabe citar: Un rebaño, Cercanías de un monasterio (se refiere al Real Santuario de Montesclaros), El guardián de la casa (1883), Colegiata de Cervatos, Paisaje campurriano, Vista de la vega de Matamorosa y Procesión de Montesclaros. El más destacado de todos y, posiblemente, su obra más famosa, es El nacimiento del Ebro, que obtuvo segunda medalla en la Exposición Nacional de 1890. Sobre el mismo tema pintó Fuentes del Ebro, presentada en la Exposición Nacional de Bellas Artes de 1892.

## Notas

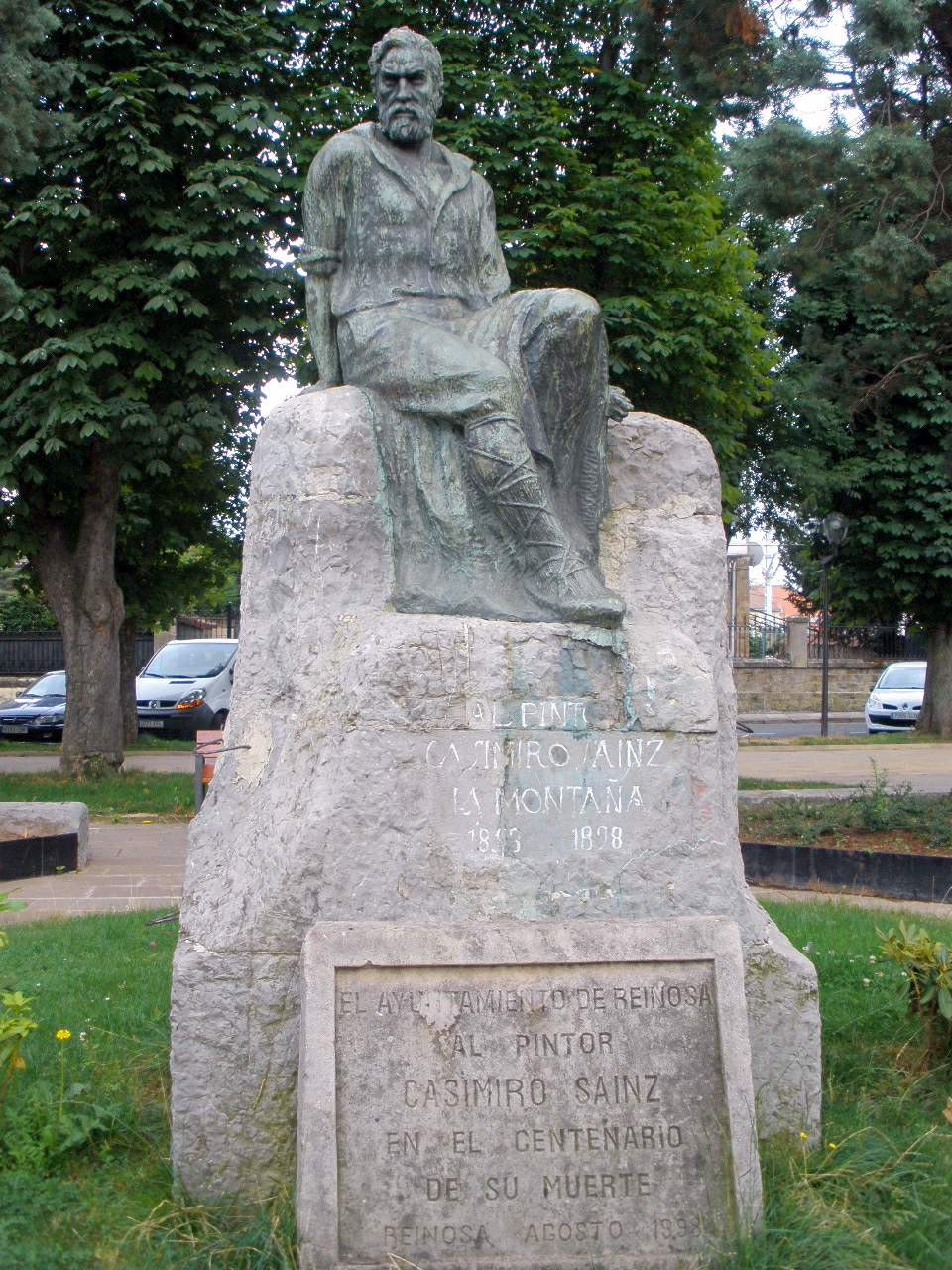
Monumento a Casimiro Sainz en Reinosa